# Irak az olimpiai játékokon
Irak első alkalommal 1948-ban vett részt a nyári olimpiai játékokon, de az 1952-es sportünnepen nem képviseltették magukat, és az 1956-os játékokon való szereplésüket bojkottálták a szuezi válság miatt. A két olimpiádos kihagyás után Irak 1960-ban egy bronzérem megszerzésével tért vissza, három játékokon részt vettek, de 1972-ben és 1976-ban újra bojkottálták az eseményt. Az ország 1980-tól minden nyári olimpiai játékokon képviseltette magát az iraki háború ellenére. 2003. április 9-én az iraki Nemzeti Olimpiai Bizottság bagdadi épületét tüzek, fosztogatások rongálták meg.
Irak olimpiai programja ezek ellenére talpra tudott állni, így meg tudtak jelenni a 2004-es játékokon. Irak egyszer sem vett részt a téli olimpiai játékokon.
Az olimpiai közösségbe való belépésük óta összesen egy érmet szereztek.
A Iraki Nemzeti Olimpiai Bizottság 1948-ban alakult meg, a NOB még abban az évben felvette tagjai közé.

## Érmesek
| Érem  | Név              | Olimpia    | Sport      | Versenyszám      |
| ----- | ---------------- | ---------- | ---------- | ---------------- |
| Bronz | Abdul Wahid Aziz | 1960. Róma | Súlyemelés | Férfi könnyűsúly |

## Éremtáblázatok

### Érmek a nyári olimpiai játékokon
| Olimpia              | Arany          | Ezüst          | Bronz          | Összesen       |
| 1948, London         | 0              | 0              | 0              | 0              |
| 1952, Helsinki       | nem vett részt | nem vett részt | nem vett részt | nem vett részt |
| 1956, Melbourne      | nem vett részt | nem vett részt | nem vett részt | nem vett részt |
| 1960, Róma           | 0              | 0              | 1              | 1              |
| 1964, Tokió          | 0              | 0              | 0              | 0              |
| 1968, Mexikóváros    | 0              | 0              | 0              | 0              |
| 1972, München        | nem vett részt | nem vett részt | nem vett részt | nem vett részt |
| 1976, Montréal       | nem vett részt | nem vett részt | nem vett részt | nem vett részt |
| 1980, Moszkva        | 0              | 0              | 0              | 0              |
| 1984, Los Angeles    | 0              | 0              | 0              | 0              |
| 1988, Szöul          | 0              | 0              | 0              | 0              |
| 1992, Barcelona      | 0              | 0              | 0              | 0              |
| 1996, Atlanta        | 0              | 0              | 0              | 0              |
| 2000, Sydney         | 0              | 0              | 0              | 0              |
| 2004, Athén          | 0              | 0              | 0              | 0              |
| 2008, Peking         | 0              | 0              | 0              | 0              |
| 2012, London         | 0              | 0              | 0              | 0              |
| 2016, Rio de Janeiro | 0              | 0              | 0              | 0              |
| 2020, Tokió          | 0              | 0              | 0              | 0              |
| 2024, Párizs         | 0              | 0              | 0              | 0              |
| Összesen             | 0              | 0              | 1              | 1              |

## Érmek sportáganként

### Érmek a nyári olimpiai játékokon sportáganként
| Irak érmei a nyári olimpiai játékokon sportáganként | Irak érmei a nyári olimpiai játékokon sportáganként | Irak érmei a nyári olimpiai játékokon sportáganként | Irak érmei a nyári olimpiai játékokon sportáganként | Az olimpiai zászlaja |

| Sportág    | Arany | Ezüst | Bronz | Összesen |
| ---------- | ----- | ----- | ----- | -------- |
| Súlyemelés | 0     | 0     | 1     | 1        |
| Összesen   | 0     | 0     | 1     | 1        |